# Frantz Heldenstein
Frantz o François Heldenstein fue un escultor de Luxemburgo, nacido el 15 de mayo de 1892  y fallecido el 27 de marzo de 1975 en Luxemburgo.

## Vida y obras
En 1920 obtuvo el Prix Grand-Duc Adolphe, otorgado por el Círculo artístico de Luxemburgo.
A la competición de escultura de los Juegos Olímpicos de París del año 1924, presentó la obra titulada "Vers l'olympiade" ("A través de la Olimpiada").  
Obtuvo una medalla de plata. Superó a Jean René Gauguin y Claude-Léon Mascaux que compartieron la medalla de bronce. Fueron superados por el griego Konstantinos Dimitriadis, medalla de oro.
Familia
Era hermano del deportista olímpico, corredor en Bobsleigh, Willy Heldenstein.